# Ängsskinnbaggar
Ängsskinnbaggar eller ängsstinkflyn (Miridae) är en familj i insektsordningen halvvingar. Familjen innehåller över 10 000 kända arter som förekommer över hela världen, utom i de allra kyligaste trakterna. I Sverige finns över 230 arter.

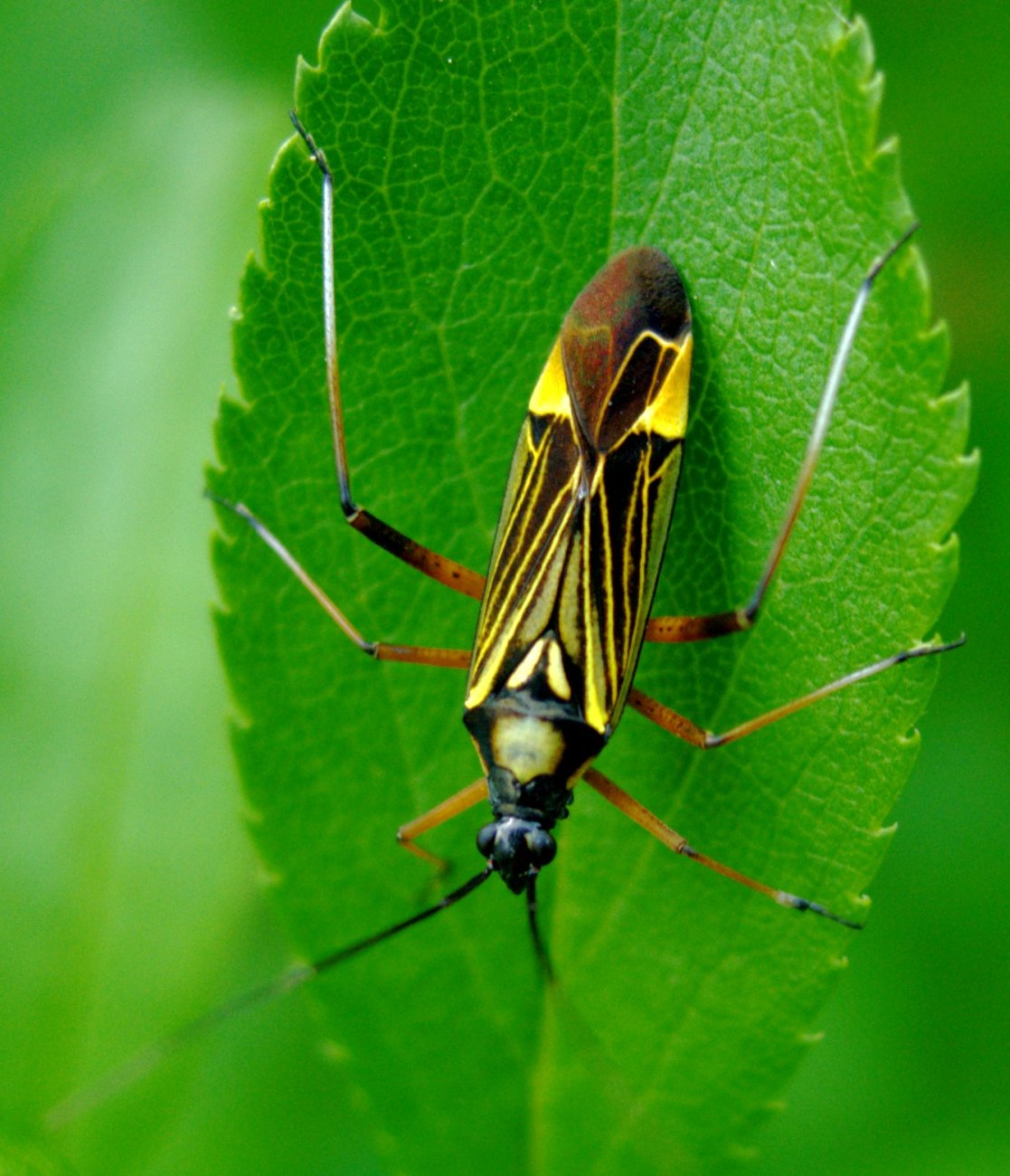
Miris striatus.

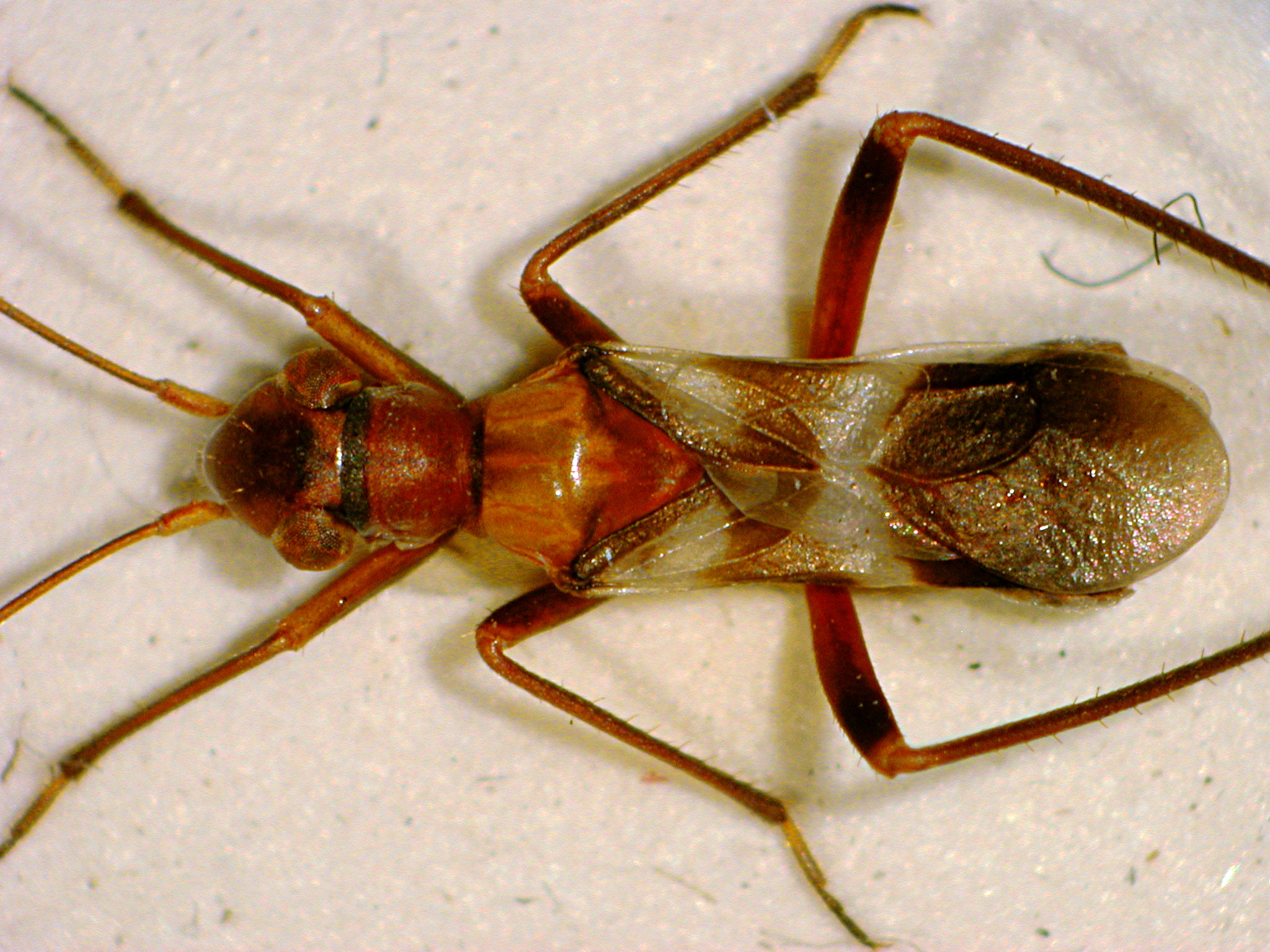
Myrmecoris gracilis.

De flesta ängsskinnbaggar är ganska små insekter som lever på växtsafter, men det finns också några arter som har ett mer blandat födoval och kan angripa andra små insekter, till exempel bladlöss. Flera av de mer kända arterna räknas in bland skadeinsekterna, då de kan orsaka skada på växter som odlas inom jordbruket.
Som andra halvvingar har ängsskinnbaggarna ofullständig förvandling och genomgår utvecklingsstadierna ägg, nymf och imago. Honorna lägger vanligen äggen i växter.
I Sverige finns omkring 218 arter, exempelvis den klart färgade Miris striatus och den mer diskreta Stenodema laevigatum. Det finns även arter som liknar myror, som Myrmecoris gracilis.